# Muzeum Regionalne w Wągrowcu
Muzeum Regionalne w Wągrowcu – muzeum z siedzibą w Wągrowcu. Placówka jest miejską jednostką organizacyjną, a jego siedzibą tzw, Opatówka - pochodząca z XVII wieku siedziba opata wągrowieckich cystersów. 
Muzeum powstało w 1987 roku, choć idee jego powstanie sięgają jeszcze okresu międzywojennego. W ramach muzealnej ekspozycji prezentowane są następujące wystawy:
- historyczna, obejmująca historię miasta oraz jego mieszkańców, począwszy od pradziejów po współczesność. W zbiorach znajdują się m.in. pamiątki po wągrowieckich cechach, obejmujące okres od XVII do XX wieku, organizacjach społecznych (Bractwo Kurkowe, harcerstwo i inne stowarzyszenia świeckie i religijne), liczne dokumenty, wydawnictwa, fotografie i wizerunki miasta (autorstwa m.in. Napolona Ordy). Część wystawy została poświęcona wągrowieckim cystersom oraz osobie ks. Jakuba Wujka
- etnograficzna, zawierająca pamiątki kultury ludowej okolic Wągrowca oraz Pałuk. W ramach kolekcji zgromadzono dawne meble, przedmioty codziennego użytku, narzędzia rolnicze, wyroby rzemieślnicze oraz sztukę ludową (rzeźba, malarstwo, grafika, kowalstwo artystyczne),
- sztuki, obejmujące zbiory współczesnego malarstwa oraz sakralnej sztuki nieprofesjonalnej,
- wystawa fotografii, autorstwa podróżnika Kazimierza Nowaka, wykonanych w latach 30. XX wieku w Afryce.

Muzeum jest obiektem całorocznym, czynnym codziennie z wyjątkiem poniedziałków. Wstęp jest płatny.
Placówka świadczy również usługi przewodnickie, obejmujące zwiedzania zabytków Wągrowca (obiekty pocysterskie) oraz okolicy (piramida Franciszka Łakińskiego w Łaziskach, skrzyżowanie rzek, kościół w Tarnowie Pałuckim). Przy muzeum ma swą siedzibę Towarzystwo Przyjaciół Ziemi Pałuckiej.